# Wilhelm Klitsch
Wilhelm Klitsch (* 25. November 1882 in Wien, Österreich-Ungarn; † 24. Februar 1941 ebenda, Deutsches Reich) war ein österreichischer Theater- und Filmschauspieler.

## Leben
Wilhelm Klitsch trat in erster Linie als Theaterschauspieler in Erscheinung. Er wirkte aber auch in einigen frühen österreichischen Filmproduktionen als Stummfilmdarsteller mit. In späteren Jahren wandte er sich erneut der Bühne zu und war auch als Regisseur tätig. Er gehörte dem Ensemble des Deutschen Volkstheaters in Wien an.
1955 benannte man die Klitschgasse in Wien-Hietzing nach ihm.

## Filmografie
- 1916:	Lebenswogen
- 1916:	Auf der Höhe
- 1917:	Der Verschwender. 1. Teil
- 1917: Im Banne der Pflicht
- 1917: Der rote Prinz
- 1917: Der König amüsiert sich (Rigoletto)
- 1918: So fallen die Lose des Lebens
- 1919:	Die Stimme des Gewissens
- 1919:	Der Herr des Lebens
- 1919:	Seine schwerste Rolle
- 1919: Die Ahnfrau
- 1920:	Durch Wahrheit zum Narren